# Цветан Мумджиев
Цветан Атанасов Мумджиев е български офицер, полковник.

## Биография
Роден на 27 юли 1886 г. в Пловдив. Баща му е Атанас Николов Мумджиев и майка Елисавета. Преди Освобождението баща му е бил член на Тайния революционен комитет в Пловдив и взема дейно участие в подготовката на въстанието за Освобождението на България. След Освобождението активно участва при осъществяването на Съединението от 1885 г. След завършване на основно образование Цветан Мумджиев постъпва във Военното училище в София, което завършва през 1907 г. с чин подпоручик. От 1910 г. е приведен на служба в Шести артилерийски полк. По предложение на неговите командири е изпратен да следва в Михайловската артилерийска академия в Русия. Поради избухването на Балканската война той се завръща в България и участва в боевете при селата Кочериново и Айватово и при превземането на Одрин. По време на Междусъюзническата война участва в боевете при селата Борово и Лахна срещу гърците. Произведен в чин капитан от 2 ноември 1913 г. През Първата световна война е командир на батареи по фронтовете в Македония. Отличен е с няколко ордена за храброст. След завършването на войната и подписването на мирния договор от 15 февруари 1919 г. заема длъжността домакин на Трети артилерийски полк. През 1921 г. напуска армията с чин майор.
Няколко години се занимава с търговска дейност. В средата на 1930-те години се завръща в армията в поделенията на „Трудови войски“. През есента на 1940 г. е изпратен като „Комисар по засяването“ на обработваемите площи в Южна Добруджа. През 1941 г. е вече полковник. От 1943 г. е назначен за началник отдел „Временна трудова повинност“ към Министерство на строежите, пътищата и благоустройството. Към този отдел са подчинени временните работни лагери, формирани главно от евреи, които по закона за защита на нацията, са били мобилизирани и изпращани принудително да работят като трудоваци. Заради тази длъжност след 9 септември 1944 г. е съден от Народния съд, но е признат за невинен по обвинението за малтретиране на евреи. Умира на 27 март 1954 г.
Личният му архив се съхранява във фонд 1195К в Държавен архив – Пловдив. Той се състои от 41 архивни единици от периода 1874 – 2003 г.